# اچ‌ام‌اس پندنیس
اچ‌ام‌اس پندنیس ممکن است به یکی از موارد زیر اشاره داشته باشد:
- اچ‌ام‌اس پندنیس (۱۶۷۹)
- اچ‌ام‌اس پندنیس (۱۶۹۵)